# Estación de Torrent Avinguda
Torrent Avinguda es una estación-intercambiador de las líneas 2 y 7 de Metrovalencia. Se encuentra en la Avenida Al Vedat, en el municipio de Torrente.

## Historia
La estación fue inaugurada el 22 de septiembre de 2004.
Del 30 de octubre de 2024 al 26 de junio de 2025, a consecuencia de las graves inundaciones acontecidas en la provincia de Valencia, la estación permaneció cerrada. Se habilitaron servicios alternativos de autobuses con parada en las estaciones afectadas.